# Pierre Népoty
Roger Pierre Frédéric Émile Népoty né le 1er octobre 1875 à Blida, (Algérie) et mort en son domicile dans le 6e arrondissement de Paris, ,  est un haut fonctionnaire français, proche de la communauté artistique. 
Il a été nommé préfet des Ardennes pendant la Première Guerre mondiale pour prendre en charge un département envahi par les troupes ennemies, les populations de ce territoire soumis à l'occupation allemande ainsi que les réfugiés  originaires de ce département.

## Parcours initial
Fils de notaire, Pierre Népoty s'essaye à l’étude de la médecine, mais surtout fait des études en droit qui le mèneront à la licence. En 1902, il commence, une carrière dans l'administration centrale, comme attaché au cabinet du ministre du Commerce. En 1905, il est nommé sous-chef de cabinet du Ministre des Colonies. En 1906, il devient chef du secrétariat particulier du Président du Conseil. Puis il passe dans la préfectorale en qualité de sous-préfet d'Épernay fin 1906 et sous-préfet de Corbeil fin 1911. Il revient dans l'administration centrale comme chef de cabinet du sous-secrétariat d'État des Beaux-Arts en 1914. Un domaine auquel Pierre Népoty n'est pas insensible, ayant plusieurs amitiés dans le théâtre, dont Firmin Gémier, et son frère, Lucien Népoty, étant lui-même un auteur dramatique.

## Préfet des Ardennes, territoire occupé
À la suite du déclenchement de la Première Guerre mondiale, il est nommé préfet des Ardennes le 26 août 1914. Au moment de sa nomination, les troupes allemandes envahissent les Ardennes et il est reproché à son prédécesseur, Maurice Gervais, d'avoir quitté très tôt malgré les consignes contraires. Pour prendre le relais immédiatement sur cette fonction territoriale dans un contexte particulièrement sensible, le ministre de l'intérieur sollicite le chef de cabinet d'Albert Dalimier, Pierre Népoty, connu pour son extraordinaire énergie. L'affaire est entendue en deux heures. Pierre Népoty cherche à rejoindre Mézières en voiture, mais doit se replier sur Rethel puis sur Épernay devant l'avance ennemie. C'est la retraite, puis la bataille de la Marne et la stabilisation du front. Il cherche dès lors à apporter de l'aide aux réfugiés ardennais, ainsi qu'aux populations en territoire occupé. 
En parallèle, il est également directeur du cabinet du ministère de l'intérieur, en juin 1917. À la fin de la guerre 1914-1918, il devient préfet de Loir-et-Cher puis préfet du Doubs. Le 1er novembre 1925,  il est nommé directeur de l'hygiène publique.

## Directeur de l'Hygiène publique
Nommé en 1925 comme directeur de l’Assistance et de l’Hygiène publiques, il se préoccupe du réajustement de la législation de l'Assistance médicale gratuite et du perfectionnement des moyens de lutte contre les grands fléaux médicaux de l'époque : la tuberculose, la syphilis et le cancer. Il œuvra pour obtenir obtenir le cumul des allocations d'assistance avec les pensions des retraites ouvrières et avec les pensions accordées aux ascendants des soldats tués à l'ennemi. Et il fit œuvre de conviction auprès des parlementaires pour faire revaloriser les crédits alloués aux œuvres qu'il dirigeait.

## À voir aussi